# Aeropuerto de Gorakhpur
El Aeropuerto de Gorakhpur (IATA: GOP, OACI: VEGK) es un aeropuerto ubicado en Gorakhpur, en el estado de Uttar Pradesh, India. Es principalmente una instalación militar, con un número limitado de vuelos comerciales.

## Aerolíneas y destinos
| Aerolíneas   | Destinos                                            |
| ------------ | --------------------------------------------------- |
| Alliance Air | Calcuta (inicia 2 de abril de 2024), Delhi, Lucknow |
| IndiGo       | Bombay, Calcuta, Delhi, Hyderabad                   |

## Estadísticas
Ver fuente y consulta Wikidata.